# Classe Victor

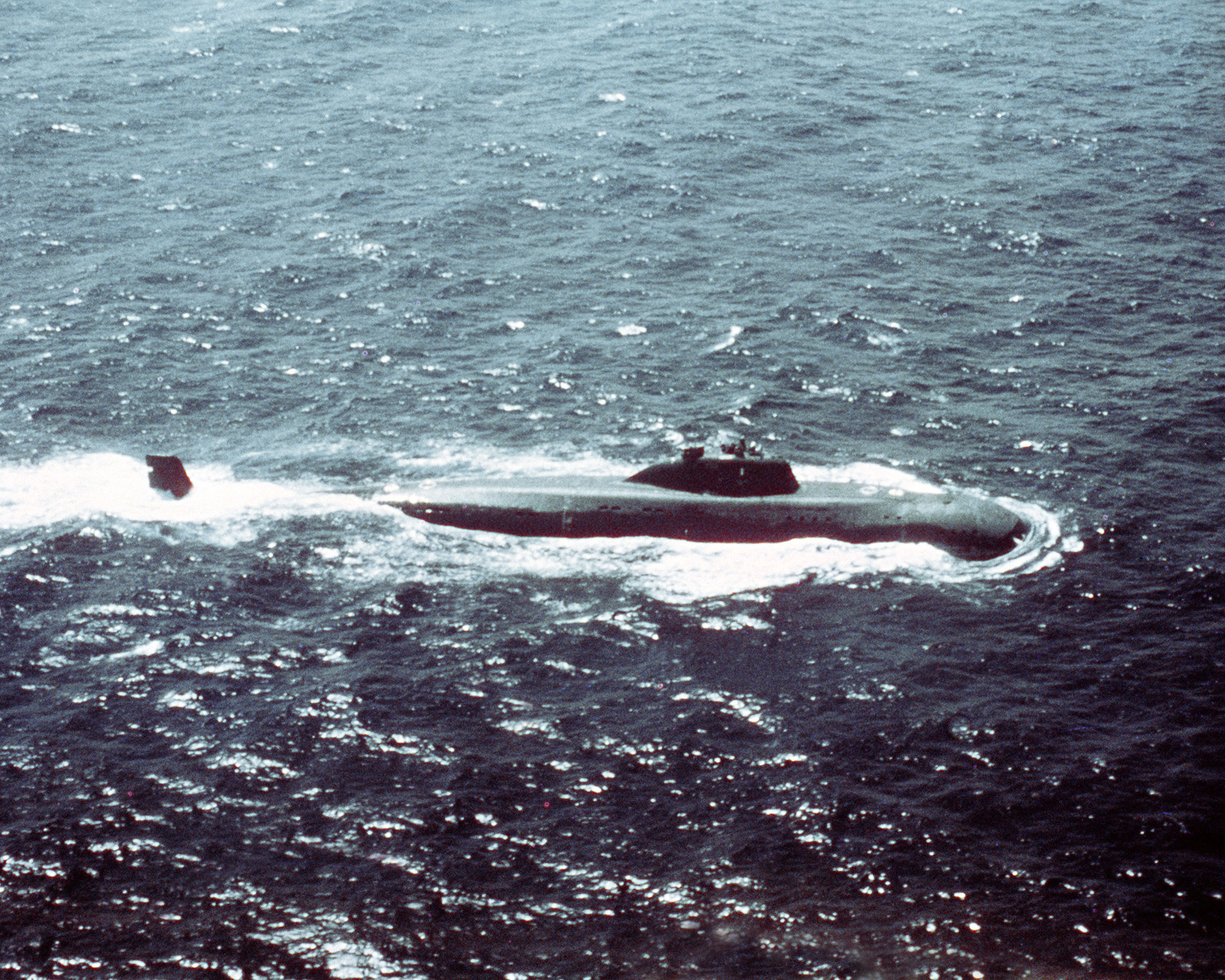
Sous-marin de classe Victor I, 1990.

La classe Victor est le code OTAN pour un type de sous-marin nucléaire d'attaque qui a été initialement mis en service par l'Union soviétique autour de 1967. La désignation soviétique était Projet 671 pour les premiers navires, Projet 671RT pour le second type et Projet 671RTM pour le troisième.

## Classe Victor I

Silhouette d'un sous-marin de classe Victor I (Projet 671).

Type initial (Projet 671 Yorsh (Grémille) : entrée en service en 1967. 16 unités ont été construites. Les sous-marins de classe Victor I, d'une longueur de 92,5 mètres, d'un maître-bau de 10 mètres et d'un tirant d'eau de 7 mètres, sont dotés de 6 tubes lance-torpilles Type 53/missiles de croisière SS-N-15 ou encore de mines. Les sous-marins pouvaient embarquer jusqu'à 24 missiles/torpilles ou 48 mines (une combinaison des deux exigerait moins de chaque). Tous ont été retirés du service de la Marine soviétique.

## Classe Victor II

Silhouette d'un sous-marin de classe Victor II (Projet 671RT).

Projet 671RT Syomga (Saumon atlantique) : entrée en service en 1972. 7 unités ont été construites dans les années 1970. Initialement connue sous le code OTAN « Classe Uniform »[réf. nécessaire]. Leur armement est similaire à la classe Victor I. Après que l'Union soviétique eut découvert à travers son réseau d'espionnage que les Américains pouvaient facilement suivre les sous-marins de classe Victor II, la production d'unités de ce type a été arrêtée pour concevoir la classe Victor III.  Tous ont été retirés du service.

## Classe Victor III

Silhouette d'un sous-marin de classe Victor III (Projet 671RTM).

Project 671RTM Shchuka (Brochet) - entrée en service en 1979. 25 unités ont été produites jusqu'en 1991. Ils s'avèrent être plus furtifs que leurs prédécesseurs. 2 tubes pour le lancement de missiles SS-N-21/SS-N-15/Torpilles Type-53 et 4 tubes pour le lancement de SS-N-16/Torpilles. Jusqu'à 24 missiles/torpilles et 36 mines pouvaient être embarqués. 23 unités ont été retirées du service. Deux restent en service dans la Marine russe. 
L'ajout d'un dispositif à l'arrière du sous-marin (visualisable sur la silhouette ci-contre) attira la curiosité des services de renseignement de l'OTAN : est-ce une nouvelle sorte de système d'arme ou est-ce un nouveau système de propulsion silencieux (Accélérateur MHD) ? Il sera identifié en fin de compte comme étant un logement hydrodynamique pour une antenne sonar passive remorquable. Le système sera ensuite réincorporé dans les classes Sierra et Akoula. Les dernières unités de cette classe étaient ainsi dotées d'une meilleure performance sonar/acoustique.

### Liste des sous-marins de la classe

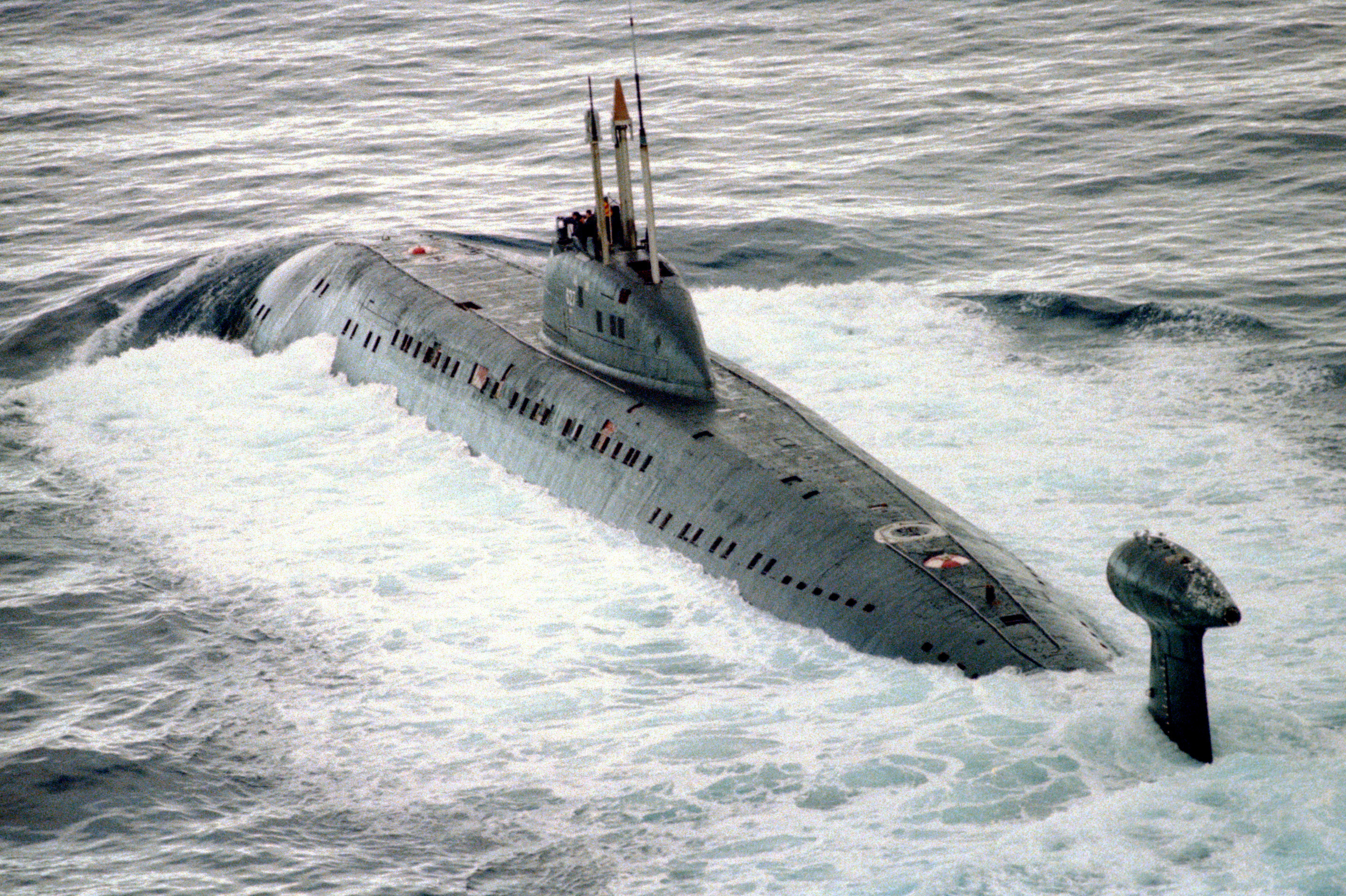
Sous-marin de classe Victor III.

| Nom                    | Chantier | Quille posée | Lancement | Commissionné   | Flotte         | Statut     |
| ---------------------- | -------- | ------------ | --------- | -------------- | -------------- | ---------- |
| K-388 Petrozavodsk     | —        | —            | —         | Novembre 1998  | —              | —          |
| K-138 Obninsk          | —        | —            | —         | Mai 1990       | —              | —          |
| B-414 Daniil Moskovski | —        | —            | —         | Décembre 1990  | Flotte du Nord | En service |
| K-448 Tambov (hu)      | —        | —            | —         | Septembre 1992 | —              | —          |

## Accidents et incidents notables
- En 1981, l'USS Drum de l'United States Navy entre en collision avec un sous-marin de classe Victor III. L'événement n'a jamais été rendu public, alors qu'il a coûté la vie à des membres d'équipage du Drum[1].
- Le 21 mars 1984, le K-314 entre en collision avec le porte-avions USS Kitty Hawk en mer du Japon. Aucun des deux navires n'a été considérablement endommagé.
- Le 6 septembre 2006, le B-414 Daniil Moskovski, sous-marin de classe Victor III, a subi un incendie alors qu'il se trouvait en mer de Barents tuant deux membres de l'équipage. Le navire dut être remorqué à Vidiaïevo[2].

## Dans la culture populaire
- Un sous-marin de classe Victor apparaît dans le film Le monde ne suffit pas (The World Is Not Enough), 19e opus de la série de films James Bond.
- Dans le film Le Chant Du Loup, le mystérieux sous-marin est le Timour III (nom fictif), visuellement dessiné comme un Victor III dans les archives papiers qui servent à l'identifier. Cependant au début du film (entre la 13e et la 14e minute) il est représenté par un classe Delta III.